# Ononis rotundifolia
Ononis rotundifolia (syn. Ononis tribracteata DC.) là loài cây bụi thuộc họ Fabaceae.

## Phân loài
- Ononis rotundifolia var. aristata DC.
- Ononis rotundifolia var. orbiculata Rouy in Rouy & Foucaud

## Hình ảnh

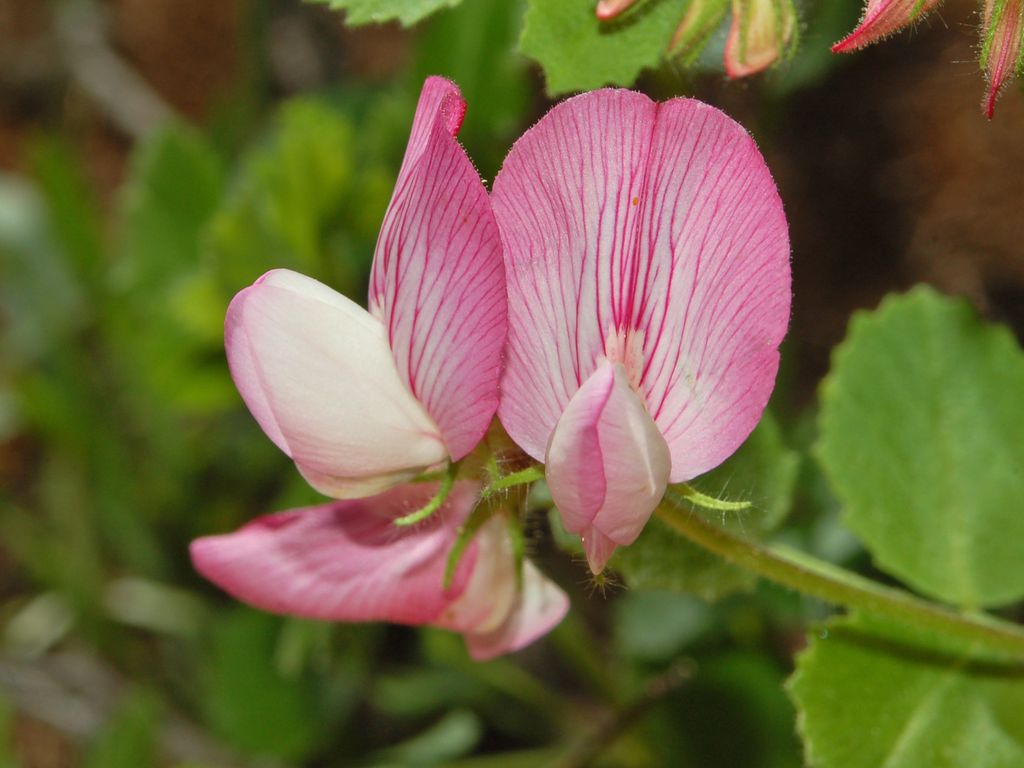
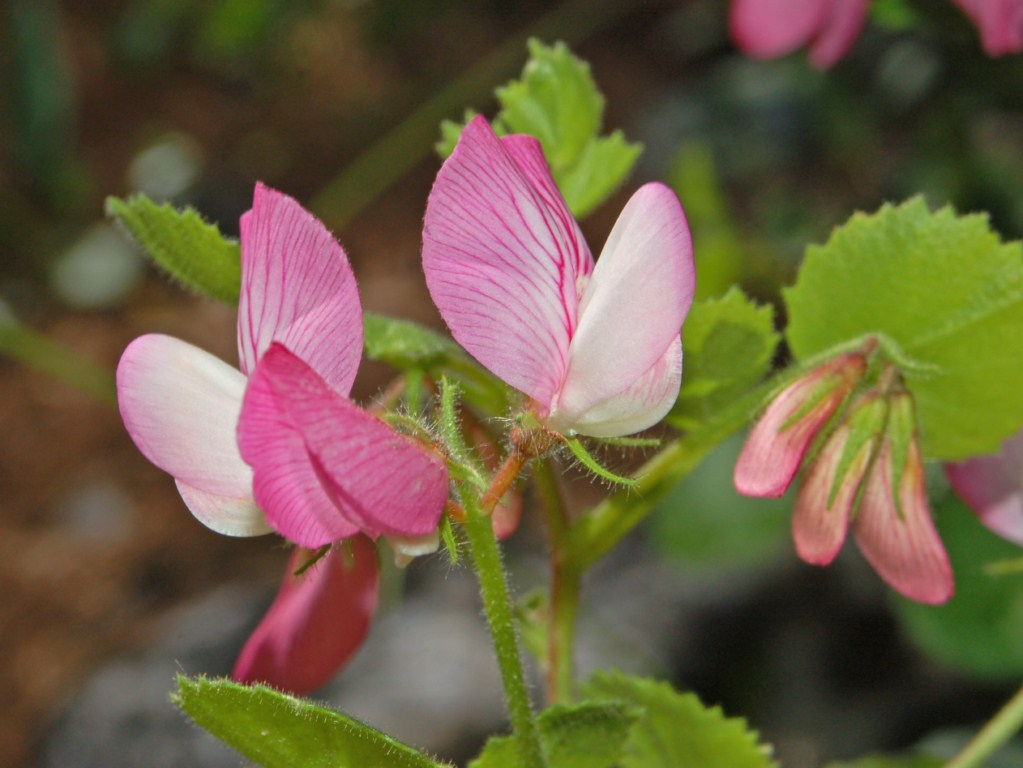
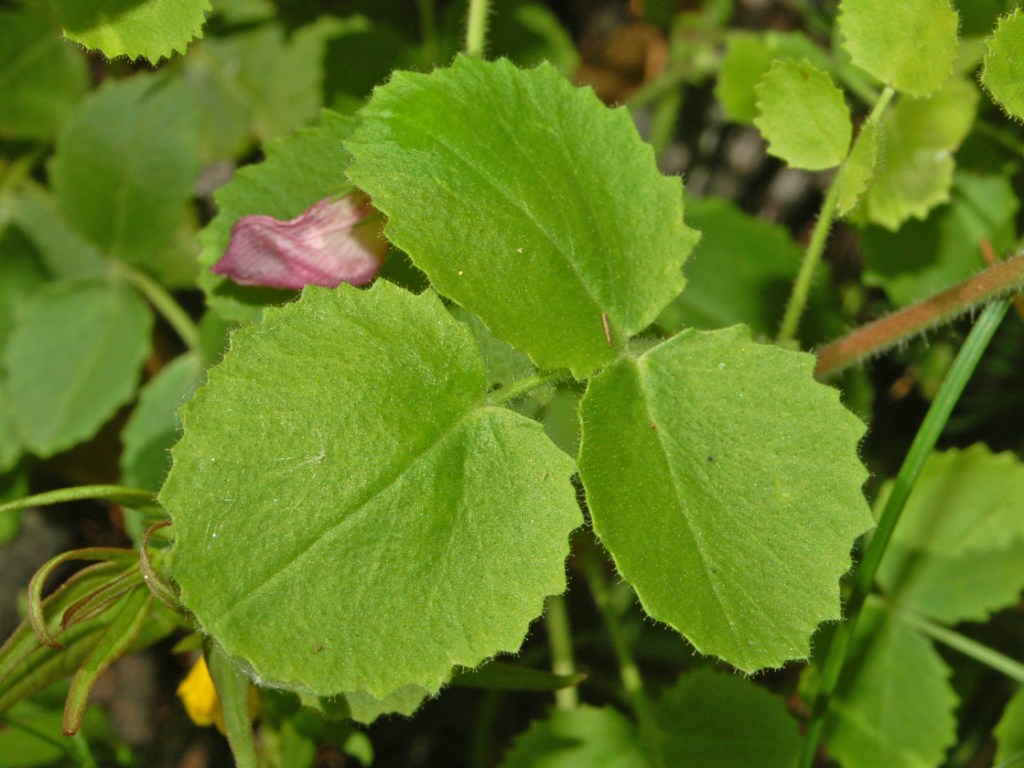
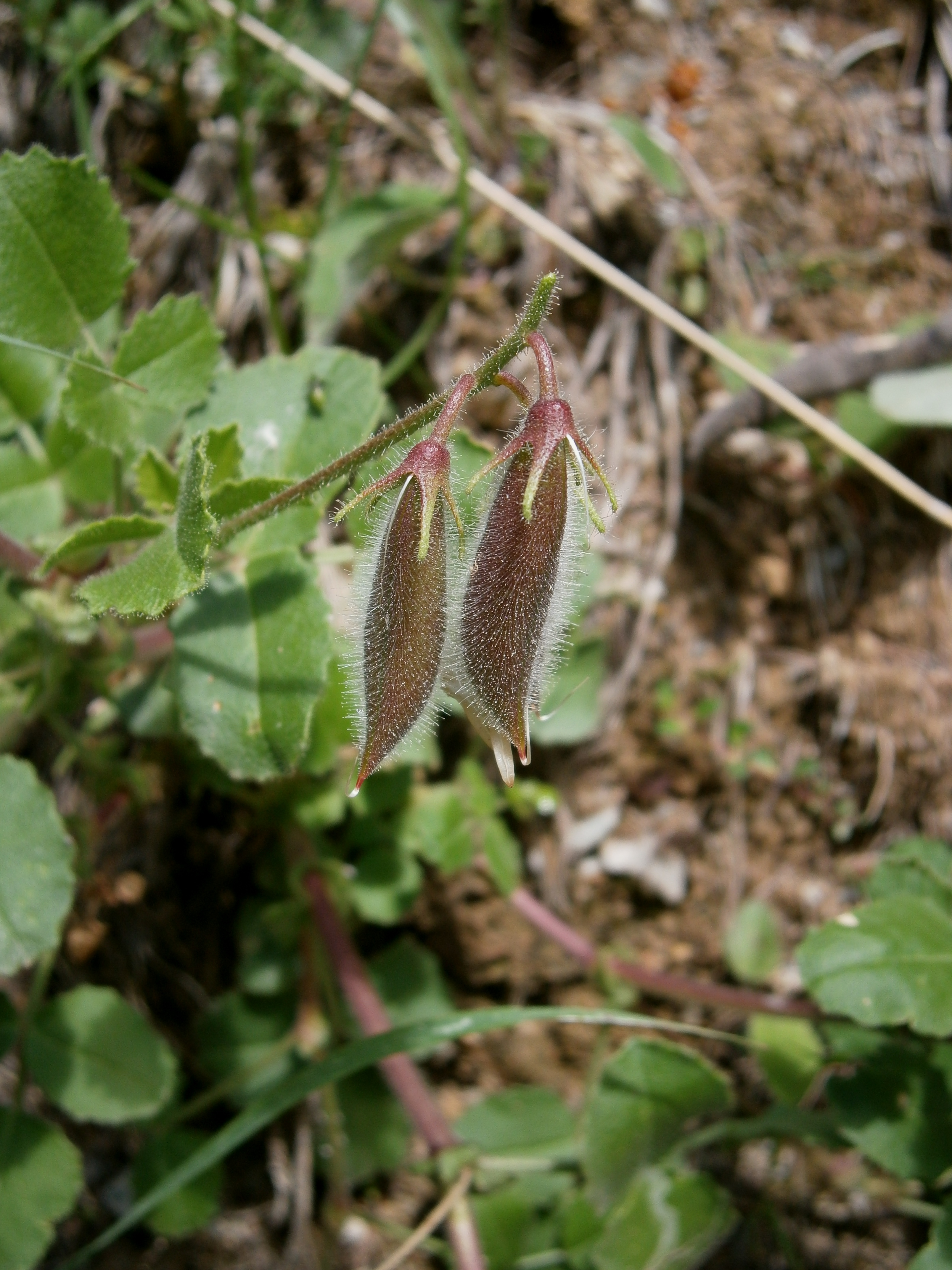